# 卡格爾斯維爾 (阿肯色州)
卡格爾斯維爾（英語：Caglesville）是位於美國阿肯色州波普縣的一個非建制地區。該地的面積和人口皆未知。

## 地理
卡格爾斯維爾的座標為35°23′43″N 92°57′53″W / 35.39528°N 92.96472°W，而該地的平均海拔高度為238米（即781英尺）。